# メラトニン受容体
メラトニン受容体（メラトニンじゅようたい、英: melatonin receptor）は、メラトニンを結合するGタンパク質共役受容体（GPCR）である。ヒトやその他の動物ではMT1受容体（Mel1A、MTNR1A）、MT2受容体（Mel1B、MTNR1B）のサブタイプが存在し、両生類や鳥類ではMel1c受容体（MTNR1C）と呼ばれる他のサブタイプも同定されている。これらの受容体は、メラトニンによるシグナル伝達カスケードに重要である。時間生物学分野では、メラトニンは生物時計の同調に重要な役割を果たしていることが知られている。松果体によるメラトニンの分泌は、視交叉上核（SCN）による調節を受けて概日周期性を示す。SCNはメラトニン分泌のタイミングの調節因子として機能し、その後メラトニンはフィードバックループを形成してSCNの神経発火を低下させる。MT1、MT2受容体はこの過程を制御している。メラトニン受容体は、脳、網膜、心血管系、肝臓、胆嚢、結腸、皮膚、腎臓やその他、体中の多くの部位に存在している。2019年には、MT1、MT2受容体のX線結晶構造やクライオ電顕構造が報告されている。

## 歴史
メラトニンの存在は、Carey P. McCordとFloyd P. Allenによって主導された実験によって20世紀初頭から知られていた。この2人の科学者はウシ松果体の抽出液がオタマジャクシの皮膚の色を薄くする作用があることに着目した。化学物質としてのメラトニンは1958年にAaron B. Lernerによって松果体に発見され、単離された。この物質はメラニン顆粒の凝集を促進して皮膚の色を薄くする作用を有するため、Lernerはこの化合物をメラトニンと命名した。メラトニンに対する高親和性受容体は、20世紀の終わりごろに発見された。この受容体の単離には機能発現クローニングが利用され、アフリカツメガエルXenopus laevisの黒色素胞（melanophore）から構築されたcDNAライブラリを用いてクローニングが行われた。近年の研究では、メラトニン受容体を標的とした薬剤によって、うつ病、アルツハイマー病、パーキンソン病などの中枢神経系疾患に対する治療効果が改善される可能性が示唆されている。また嗜癖行動の調節は、中脳辺縁系ドーパミン経路におけるメラトニン受容体と関連したcAMPの増加と関係している。メラトニンは、時差ぼけ、シフト勤務、特定のタイプの不眠症などにみられる概日リズムの異常の治療薬としての研究も行われている。

## 機能と調節

### 概要
メラトニンは体内でさまざまな機能を発揮する。睡眠を促進する役割が最もよく知られているが、それ以外にも広範囲の生物学的過程に関与しており、ホルモンの分泌、生殖活動の周期性、免疫の機能性、概日リズムも調節している。さらに、メラトニンは神経保護、痛みの軽減、腫瘍の抑制、生殖の刺激、そして抗酸化物質としても機能する。脳内においてメラトニンは興奮抑制作用を有しており、一例として小児のてんかん性活動を低減することが示されている。メラトニン受容体の機能的多様性はメラトニンが及ぼす生物学的影響の幅広さに寄与しており、受容体への結合によって及ぼす機能や効果の一部は特定種の受容体のみと関連したものである。メラトニン受容体の各サブタイプはそれぞれ固有の、脳領域特異的な発現パターンを示す。哺乳類では、メラトニン受容体は脳と一部の末梢器官に存在する。しかしながら、受容体の発現の濃度や部位には生物種によってかなりの多様性がみられ、またさまざまなリガンドに対する受容体の親和性も異なる。

### MT1受容体
メラトニンの睡眠促進効果はSCNにおけるMT1受容体の活性化と結び付けられており、脳活動に抑制的影響を及ぼす。メラトニンの位相シフト活性は主にMT2受容体と関連づけられているが、明暗周期へのentrainment（同調）過程にMT1受容体も関与していることを示唆するエビデンスが存在する。野生型マウスとMT1ノックアウトマウスにメラトニンを投与した際、野生型マウスではメラトニン投与によってentrainmentの加速が観察されたものの、MT1ノックアウトマウスではこうした効果は観察されず、そこからMT1受容体が位相シフトにも関与しているという結論が得られている。
MT1受容体は細胞膜に位置している。MT1受容体は351アミノ酸から構成され、4番染色体上のMTNR1A遺伝子にコードされている。MT1受容体はさまざまなGタンパク質に結合することで、アデニル酸シクラーゼを阻害する。また皮膚にも多く存在する。SCNや脳皮質におけるMT1受容体の発現は、加齢やアルツハイマー病の過程で低下する。MT1受容体はSCNにおいて神経発火率を低下させ、プロラクチンの分泌を抑制する。

### MT2受容体
MT2受容体は、体内でいくつかの機能を果たすことが示されている。ヒトでは網膜にMT2受容体が発現しており、哺乳類の網膜に対するメラトニンの作用はこの受容体を介していることが示唆される。網膜においてメラトニンはCa2+依存的なドーパミン放出を阻害する作用があることが研究から示唆されている。網膜におけるメラトニンの作用は、食作用やディスクのシェディングなど、光依存的ないくつかの機能に影響を及ぼすと考えられている。また、日中のメラトニン投与によるMT2受容体の活性化は四肢の血管拡張を促進し、体温を低下させる。
主にMT2受容体によって媒介される機能の中で最も特筆すべきものは、体内の概日時計の位相シフトによって明暗周期へentrainmentする機能である。上述したように、MT1受容体も位相シフトに関与していることが示されているものの、その役割はMT2受容体の役割と比較して二次的なものである。MT1ノックアウトマウスを用いた実験では、野生型マウスとMT1ノックアウトマウスの双方で位相シフト活性がみられる。一方、MT2ノックアウトマウスは位相シフトを行うことができず、MT2受容体が体内の概日時計の位相シフトに必要であることが示唆されている。
MT2受容体はヒトでは11番染色体ののMTNR1B遺伝子にコードされ、363アミノ酸から構成される。ラットではSCNや下垂体の隆起葉でMT1受容体の発現がみられるのに対し、これらの領域ではin situハイブリダイゼーションによるMT2受容体のmRNAのシグナルは検出されない。近年、MT2受容体と睡眠障害、不安、抑うつ、痛みとの関係の研究が行われている。MT2受容体はノンレム睡眠を通じて睡眠調節に寄与しており、また不安軽減効果を有することが示されているため、MT2受容体はこうした問題に対する治療標的としてみなされ始めている。

### その他
哺乳類以外の多くの脊椎動物では、薬理学的にMT1受容体と類似したMel1cと呼ばれる受容体がさまざまな脳領域で発現している。また、NQO2（キノンレダクターゼ2）はMT3受容体とも呼ばれる。このタンパク質は主に肝臓、腎臓、心臓、肺、腸、筋肉、褐色脂肪組織に存在する解毒酵素である。MT3受容体は眼圧の調節にも関与している。

### メラトニンの結合
MT1、MT2受容体はGタンパク質共役受容体（GPCR）であり、一般的には細胞表面に位置して細胞外のメラトニンシグナルを受け取る。MT1受容体へのメラトニンの結合は、cAMPの産生そしてプロテインキナーゼA（PKA）の阻害をもたらす。MT2受容体の活性化もcAMPの産生を阻害することが示されている一方、さらにcGMPの産生も阻害される。MT1、MT2受容体へのメラトニンの結合は、メラトニンが影響を及ぼす経路の1つであるに過ぎない。こうした膜結合型GPCRへの結合に加えて、メラトニンは細胞内や核内の受容体にも結合する。

### 調節
メラトニン受容体は種類ごとに異なる調節を受けている。MT1受容体が一般的な濃度のメラトニンへ曝露した際には、細胞膜上の受容体濃度や基質に対する親和性、機能的感受性に変化は生じない。一方MT2受容体に関しては、一般的な濃度のメラトニンの投与は受容体の膜からの除去（インターナリゼーション）とメラトニンに対する感受性の低下が引き起こされる。これらの応答は、MT2受容体がメラトニンに対する感受性や受容体のアベイラビリティを調整し、概日時計の位相シフトを行う役割を遂行するために役立っている。こうした脱感作やインターナリゼーションは多くのGPCRにみられる特徴である。多くの場合、MT2受容体へのメラトニンの結合とその後の脱感作は受容体のインターナリゼーションにつながり、膜に結合したメラトニン受容体のアベイラビリティを低下させることで、さらに投与されたメラトニンが最初の投与時ほど頑強な作用を及ぼすことがないようにしている。

### 概日リズムにおける役割
SCNは松果体によるメラトニンの産生を媒介しており、マスタークロックに従ってメラトニン産生を調節するフィードバックループを形成している。上述したように、MT1受容体は睡眠促進における主要な因子であり、MT2受容体は位相シフト活性と最も強く関連していると大まかに考えられている。どちらのタイプのメラトニン受容体もSCNには比較的多く発現しており、双方が睡眠-覚醒周期を調節し、自然の明暗周期に応答した位相シフトの誘導に関与している。

## 選択的リガンド

### アゴニスト
- 6-ヒドロキシメラトニン（英語版）
- アゴメラチン
- GR-196,429（英語版）
- メラトニン
- ノルメラトニン
- ピロメラチン（英語版）
- ラメルテオン
- タシメルテオン

### アンタゴニスト
- ファボモチゾール
- ルジンドール
- プラゾシン